# Costituzione della Bosnia ed Erzegovina
La Costituzione della Bosnia ed Erzegovina (in bosniaco, croato e in serbo Устав Босне и Херцеговине?, Ustav Bosne i Hercegovine) è il documento legale di più alto livello della Bosnia ed Erzegovina. L'attuale Costituzione costituisce l'Annesso 4 dell'Accordo Quadro Generale per la Pace in Bosnia ed Erzegovina, noto anche come Accordo di Dayton, firmato il 14 dicembre 1995. La Costituzione ha permesso la fine della guerra in Bosnia ed Erzegovina, ma ha anche subito molte critiche. Sotto la supervisione della comunità internazionale, un "accordo sugli emendamenti" (in seguito chiamato "accordo sugli emendamenti di aprile") alla Costituzione, concordato dai principali partiti politici, è stato proposto per l'adozione all'Assemblea parlamentare della Bosnia ed Erzegovina nell'aprile 2006, ma non è riuscito a ottenere l'approvazione di due terzi dei membri della Camera dei rappresentanti. 

## Natura della Costituzione
La Costituzione della Bosnia ed Erzegovina è una costituzione in forma contrattuale internazionale, poiché è parte integrante di un più ampio accordo di pace firmato da Alija Izetbegović, Franjo Tuđman e Slobodan Milošević, tre presidenti di paesi coinvolti nella guerra in Bosnia ed Erzegovina, e controfirmato anche dai rappresentanti di Unione Europea (Felipe González), Stati Uniti (Bill Clinton), Germania (Helmut Kohl), Regno Unito (John Major), Francia (Jacques Chirac) e Russia (Viktor Chernomyrdin). Questa natura della Costituzione è stata di vitale importanza anche per la Corte costituzionale della Bosnia ed Erzegovina, nella sua storica decisione sul collegio elettorale dei popoli (U-5/98), poiché dichiarava che la Costituzione poteva essere interpretata come un trattato definito secondo la Convenzione di Vienna sul diritto dei trattati del 1969, che ha avuto un ruolo essenziale nell'interpretazione del preambolo della Costituzione. 

## Il preambolo
Il Preambolo afferma, tra le altre cose, l'impegno della Bosnia ed Erzegovina per la libertà, l'uguaglianza, la tolleranza e le istituzioni democratiche di governo. Afferma inoltre che i portatori della sovranità sono i "popoli costitutivi" (bosgnacchi, croati e serbi), insieme agli "Altri" e ai "cittadini della Bosnia ed Erzegovina", definizione che ha portato ad un enorme dibattito tra studiosi di diritto sull'apparente contraddizione. 

## Articoli
- Articolo I - sulla Bosnia ed Erzegovina: continuazione, principi democratici, composizione, circolazione delle merci, capitalie, simboli e cittadinanza;
- Articolo II - sui diritti umani e le libertà fondamentali: diritti umani, standard internazionali, elenco dei diritti, non discriminazione, rifugiati e sfollati, attuazione, accordi internazionali e cooperazione;
- Articolo III - sulle responsabilità e sui rapporti tra le istituzioni della Bosnia ed Erzegovina e le entità: responsabilità delle istituzioni della Bosnia ed Erzegovina, responsabilità delle entità, diritto e responsabilità delle entità e delle istituzioni, coordinamento e responsabilità aggiuntive;
- Articolo IV - sull'Assemblea parlamentare: Camera dei Popoli, Camera dei rappresentanti, procedure e poteri;
- Articolo V - Presidenza: elezione e durata, procedure, poteri, Consiglio dei ministri e Comitato permanente;
- Articolo VI - sulla Corte costituzionale: composizione, procedure, giurisdizione e decisioni;
- Articolo VII - sulla Banca Centrale;
- Articolo VIII - sulle finanze;
- Articolo IX - sulle disposizioni generali;
- Articolo X - sulla procedura di modifica;
- Articolo XI - sulle disposizioni transitorie;
- Articolo XII - sull'entrata in vigore.

## Allegati
- Allegato I - sugli accordi aggiuntivi sui diritti umani da applicare in Bosnia ed Erzegovina: 
  - 1. Convenzione per la prevenzione e la punizione del crimine di genocidio (1948)
  - 2. Convenzioni di Ginevra del 1949 I-IV sulla protezione delle vittime di guerra e relativi protocolli di Ginevra del 1977 I-II
  - 3. Convenzione relativa allo status dei rifugiati (1951) e relativo protocollo del 1966
  - 4. Convenzione sulla nazionalità delle donne sposate (1957)
  - 5. Convenzione sulla riduzione dell'apolidia (1961)
  - 6. Convenzione internazionale sull'eliminazione di ogni forma di discriminazione razziale (1965)
  - 7. Convenzione internazionale sui diritti civili e politici (1966) e relativi protocolli opzionali del 1966 e del 1989
  - 8. Convenzione internazionale sui diritti economici, sociali e culturali (1966)
  - 9. Convenzione sull'eliminazione di ogni forma di discriminazione contro le donne (1979)
  - 10. Convenzione contro la tortura e altri trattamenti o pene crudeli, inumani o degradanti (1984)
  - 11. Convenzione europea per la prevenzione della tortura e delle pene o trattamenti inumani o degradanti (1987)
  - 12. Convenzione internazionale sui diritti dell'infanzia (1989)
  - 13. Convenzione internazionale sulla protezione dei diritti dei lavoratori migranti e dei membri delle loro famiglie (1990)
  - 14. Carta europea delle lingue regionali o minoritarie (1992)
  - 15. Convenzione-quadro per la protezione delle minoranze nazionali (1994)

La Convenzione per la salvaguardia dei diritti dell'uomo e delle libertà fondamentali del 1950 (Convenzione europea dei diritti dell'uomo), sebbene qui non annotata, fa parte della Costituzione (articolo II, 2). 
- Allegato II - sulle disposizioni transitorie: commissione interinale mista, mantenimento delle leggi, procedimenti giudiziari e amministrativi, uffici e trattati.

## Tutela dei diritti dell'uomo e delle libertà fondamentali
Oltre alle disposizioni enunciate nel Preambolo, la Costituzione (Articolo II) protegge i diritti umani e le libertà fondamentali definendole attraverso "Elenco dei diritti" (Articolo II, 3.), affermando che il godimento dei diritti e delle libertà è garantito a tutte le persone in Bosnia ed Erzegovina senza discriminazioni per alcun motivo ("Non discriminazione", Articolo II, 4.) e dando la supremazia della Convenzione europea per la salvaguardia dei diritti dell'uomo e delle libertà fondamentali su tutte le altre leggi in Bosnia ed Erzegovina. Inoltre, la Costituzione afferma che la Bosnia ed Erzegovina "rimarrà o diventerà parte degli accordi internazionali elencati nell'Allegato I di questa Costituzione" (Articolo II, 7.), e in tutto ci sono quindici di questi accordi internazionali. La Costituzione afferma inoltre che nessun emendamento alla Costituzione può eliminare o diminuire i diritti e le libertà di cui all'articolo II della Costituzione (articolo X, 2.). 
La Corte costituzionale della Bosnia ed Erzegovina ha preso diverse importanti decisioni nell'interpretazione di queste disposizioni, la più importante delle quali è la "Decisione sulla circoscrizione dei popoli" (U-5/98). Ci sono ancora grandi critiche alla Costituzione, affermando che è di natura discriminatoria, poiché in molti dei suoi articoli discrimina i cittadini che non provengono dai tre "popoli costitutivi", come l'articolo V che stabilisce le regole per l'elezione della Presidenza della Bosnia ed Erzegovina. C'è stato un tentativo di contestare la legge elettorale, che ha il suo fondamento nella Costituzione, che è vista come discriminatoria nei confronti degli "Altri", così come di parte degli stessi "popoli costitutivi", cercando di interpretare l'Articolo II (2) in modo che la Convenzione europea per la salvaguardia dei diritti dell'uomo e delle libertà fondamentali e i suoi protocolli abbiano la supremazia sulla stessa Costituzione della Bosnia ed Erzegovina. Tuttavia, la Corte costituzionale della Bosnia ed Erzegovina ha rifiutato questa posizione nella sua decisione numero U-5/04. Ciò ha portato Jakob Finci, leader della comunità ebraica della Bosnia ed Erzegovina, e Dervo Sejdić, esponente dei Rom in Bosnia ed Erzegovina, a intentare una causa contro la Bosnia ed Erzegovina davanti alla Corte europea dei diritti dell'uomo, che ha riconosciuto la loro ineleggibilità alla Presidenza e alla Camera dei Popoli in violazione della Convenzione europea sui diritti dell'uomo. 

## La Corte costituzionale della Bosnia ed Erzegovina
La Corte costituzionale della Bosnia ed Erzegovina è una corte speciale sui generis, il cui ruolo principale è quello di essere l'interprete e il tutore della Costituzione della Bosnia ed Erzegovina, come stabilito nell'articolo VI, paragrafo 3 della Costituzione ("La Corte costituzionale deve difendere questa Costituzione"), ed è considerata la più alta autorità giudiziaria, poiché ha la giurisdizione d'appello su ogni questione ai sensi della Costituzione derivanti da una sentenza di qualsiasi altro tribunale in Bosnia ed Erzegovina (articolo VI, paragrafo 3.b). 

## Modifica della costituzione
Nell'articolo X, che definisce la procedura di emendamento, la Costituzione afferma che può essere emendata con decisione dell'Assemblea parlamentare, sostenuta dalla maggioranza dei due terzi dei presenti e votanti alla Camera dei Rappresentanti. La Costituzione non specifica chi ha il diritto, e in base a quali regole, di presentare gli emendamenti all'Assemblea parlamentare. Inoltre, nel paragrafo 2 dell'articolo X, la Costituzione afferma che i diritti e le libertà, come visti nell'articolo II, non possono essere derogati, così come il paragrafo 2 stesso. 